# Liste der Mitglieder der National Academy of Sciences/1995
Im Jahr 1995 wählte die National Academy of Sciences der Vereinigten Staaten 75 Personen zu ihren Mitgliedern.

## Neugewählte Mitglieder
- Kenneth I. Berns (1938–2024)
- Michael Berry
- Lutz Birnbaumer
- Jan L. Breslow
- Donald E. Brownlee
- Bob B. Buchanan
- Jan Bures (1926–2012)
- Federico Capasso
- David Chandler (1944–2017)
- Ennio De Giorgi (1928–1996)
- Derek A. Denton
- Persi Diaconis
- Adam M. Dziewonski (1936–2016)
- Clara Franzini-Armstrong
- Howard Georgi
- Larry Gold
- Vitalii Goldanskii (1923–2001)
- Corey S. Goodman
- Melvin M. Grumbach (1925–2016)
- Lowell P. Hager (1926–2014)
- Clayton H. Heathcock
- Robert Huber
- Clyde A. Hutchison, III
- Lily Y. Jan
- Holger W. Jannasch (1927–1998)
- Leonid W. Keldysch (1931–2016)
- Judith Kimble
- Alexander M. Klibanov
- Stanley J. Korsmeyer (1950–2005)
- Anne O. Krueger
- H. Blaine Lawson
- Xavier T. Le Pichon (1937–2025)
- Miguel Leon-Portilla (1926–2019)
- Stephen R. Leone
- John C. Liebeskind (1935–1997)
- Edwin N. Lightfoot, Jr. (1925–2017)
- David M. Livingston (1941–2021)
- Gerald D. Mahan (1937–2021)
- Donald C. Malins
- Vincent Massey (1926–2002)
- Douglas A. Melton
- Elliot M. Meyerowitz
- Paul Nurse
- Charles S. Parmenter
- Charles S. Peskin
- Gregory A. Petsko
- Charles M. Radding (1930–2020)
- Calyampudi R. Rao (1920–2023)
- Anthony C. S. Readhead
- Austin H. Riesen (1913–1996)
- A. Kimball Romney (1925–2023)
- Leo Sachs (1924–2013)
- Stuart L. Schreiber
- Ronald R. Sederoff
- Carla J. Shatz
- Y. Ron Shen
- Charles J. Sherr
- Richard M. Shiffrin
- Vernon L. Smith
- Richard P. Stanley
- Daniel W. Stroock
- John Suppe
- Steven D. Tanksley
- David J. Thouless (1934–2019)
- Jun-ichi Tomizawa (1924–2017)
- Billie Lee Turner II
- Hirofumi Uzawa (1928–2014)
- Srinivasa S. R. Varadhan
- Alexander Varshavsky
- Douglas C. Wallace
- Watt W. Webb (1927–2020)
- Carl E. Wieman
- Bruce D. Winstein (1943–2011)
- Eric R. Wolf (1923–1999)
- Mary Lou Zoback